# ويليام د. بورنس
ويليام د. بورنس (بالإنجليزية: William D. Burns)‏ هو سياسي أمريكي، ولد في 22 أغسطس 1973 بكليفلاند في الولايات المتحدة. حزبياً، نشط في الحزب الديمقراطي. وقد انتخب عضو مجلس نواب إلينوي.